# Ayn al-Bayda, Latakia
Ayn al-Bayda (tiếng Ả Rập: عين البيضة) là một thị trấn ở phía tây bắc Syria, một phần hành chính của Tỉnh Latakia, nằm ở phía bắc Latakia. Các địa phương gần đó bao gồm Al-Shamiyah và Burj Islam ở phía tây, al-Bahluliyah và Mashqita ở phía đông và Mushayrafet al-Samouk ở phía tây nam. Theo Cục Thống kê Trung ương Syria, Ayn al-Bayda có dân số 1.629 người trong cuộc điều tra dân số năm 2004. Cư dân của nó chủ yếu là Alawites.

## Khí hậu
Khí hậu ôn hòa, và thường ấm áp và ôn hòa. Có nhiều mưa vào mùa đông hơn vào mùa hè. Khí hậu được coi là Csa theo phân loại khí hậu Köppen-Geiger. Nhiệt độ trung bình hàng năm là 18,5 °C. Trong một năm, lượng mưa trung bình là 1004 mm.
| Dữ liệu khí hậu của Slinfah                                 | Dữ liệu khí hậu của Slinfah | Dữ liệu khí hậu của Slinfah | Dữ liệu khí hậu của Slinfah | Dữ liệu khí hậu của Slinfah | Dữ liệu khí hậu của Slinfah | Dữ liệu khí hậu của Slinfah | Dữ liệu khí hậu của Slinfah | Dữ liệu khí hậu của Slinfah | Dữ liệu khí hậu của Slinfah | Dữ liệu khí hậu của Slinfah | Dữ liệu khí hậu của Slinfah | Dữ liệu khí hậu của Slinfah | Dữ liệu khí hậu của Slinfah |
| Tháng                                                       | 1                           | 2                           | 3                           | 4                           | 5                           | 6                           | 7                           | 8                           | 9                           | 10                          | 11                          | 12                          | Năm                         |
| ----------------------------------------------------------- | --------------------------- | --------------------------- | --------------------------- | --------------------------- | --------------------------- | --------------------------- | --------------------------- | --------------------------- | --------------------------- | --------------------------- | --------------------------- | --------------------------- | --------------------------- |
| Trung bình ngày tối đa °C (°F)                              | 9.9 (49.8)                  | 10.8 (51.4)                 | 13.3 (55.9)                 | 16.6 (61.9)                 | 20.2 (68.4)                 | 23.9 (75.0)                 | 26.3 (79.3)                 | 26.9 (80.4)                 | 24.9 (76.8)                 | 21.1 (70.0)                 | 16.2 (61.2)                 | 11.4 (52.5)                 | 18.5 (65.2)                 |
| Tối thiểu trung bình ngày °C (°F)                           | 6.3 (43.3)                  | 6.8 (44.2)                  | 9 (48)                      | 11.7 (53.1)                 | 15.1 (59.2)                 | 19.3 (66.7)                 | 22.3 (72.1)                 | 22.5 (72.5)                 | 19.6 (67.3)                 | 15.6 (60.1)                 | 11.2 (52.2)                 | 7.7 (45.9)                  | 13.9 (57.1)                 |
| Lượng Giáng thủy trung bình mm (inches)                     | 179 (7.0)                   | 160 (6.3)                   | 121 (4.8)                   | 59 (2.3)                    | 36 (1.4)                    | 9 (0.4)                     | 3 (0.1)                     | 5 (0.2)                     | 26 (1.0)                    | 66 (2.6)                    | 101 (4.0)                   | 239 (9.4)                   | 1.004 (39.5)                |
| Nguồn: Climate-data.org, retrieved ngày 12 tháng 8 năm 2017 |                             |                             |                             |                             |                             |                             |                             |                             |                             |                             |                             |                             |                             |

- Panoramic view of Ayn al-Bayda